# Torneio Hubert Jerzeg Wagner de Voleibol
O Torneio Hubert Jerzeg Wagner de Voleibol é um campeonato amistoso de vôlei masculino criado em 2003 e disputado anualmente na Polônia organizado pela Fundação Hubert Jerzy Wagner. A competição é um quadrangular, onde todas as equipes enfrentam-se e o vencedor é aquele com o maior número de pontos ou, em caso de empate, um maior set average ou point average.

## MVPspor edição
| - 2010 – BRA Murilo Endres - 2011 – ITA Cristian Savani - 2012 – POL Bartosz Kurek - 2013 – RUS Nikolay Pavlov - 2014 – RUS Dmitriy Muserskiy - 2015 – POL Michał Kubiak - 2016 – BGR Tsvetan Sokolov - 2017 – RUS Maksim Mikhailov | - 2018 – POL Artur Szalpuk - 2019 – BRA Yoandy Leal - 2021 – POL Wilfredo León - 2022 – POL Jakub Kochanowski - 2023 – ITA Simone Giannelli - 2024 – POL Kamil Semeniuk |

## Quadro de medalhas
| Ordem | País          | Medalha de ouro | Medalha de prata | Medalha de bronze |    |
| ----- | ------------- | --------------- | ---------------- | ----------------- | -- |
| 1     | Polônia       | 11              | 5                | 4                 | 20 |
| 2     | Rússia        | 2               | 3                | 1                 | 6  |
| 3     | Países Baixos | 2               | 1                | 2                 | 5  |
| 4     | Itália        | 2               | 1                | 0                 | 3  |
| 5     | Brasil        | 2               | 0                | 0                 | 2  |
| 6     | Bulgária      | 1               | 1                | 1                 | 3  |
| 6     | Alemanha      | 1               | 1                | 1                 | 3  |
| 8     | Eslovênia     | 0               | 2                | 0                 | 2  |
| 9     | França        | 0               | 1                | 2                 | 3  |
| 9     | Sérvia        | 0               | 1                | 2                 | 3  |
| 11    | Argentina     | 0               | 1                | 1                 | 2  |
| 12    | Cuba          | 0               | 1                | 0                 | 1  |
| 12    | Estônia       | 0               | 1                | 0                 | 1  |
| 12    | Japão         | 0               | 1                | 0                 | 1  |
| 12    | Egito         | 0               | 1                | 0                 | 1  |
| 16    | China         | 0               | 0                | 1                 | 1  |
| 16    | Espanha       | 0               | 0                | 1                 | 1  |
| 16    | Montenegro    | 0               | 0                | 1                 | 1  |
| 16    | Canadá        | 0               | 0                | 1                 | 1  |
| 16    | Chéquia       | 0               | 0                | 1                 | 1  |
| 16    | Noruega       | 0               | 0                | 1                 | 1  |
| 16    | Irã           | 0               | 0                | 1                 | 1  |